# Palau (Szardínia)
Palau település Olaszországban, Szardínia régióban, Olbia-Tempio megyében. Lakosainak száma 4048 fő (2023. január 1.). Palau Santa Teresa Gallura, Tempio Pausania és Arzachena községekkel határos.

## Népesség
A település lakossága az elmúlt években az alábbi módon változott:
| Lakosok száma | 4207 | 4224 | 4048 |
|               | 2017 | 2018 | 2023 |

## Fő látnivalói
- Fortezza di monte Altura
- Roccia dell'Orso

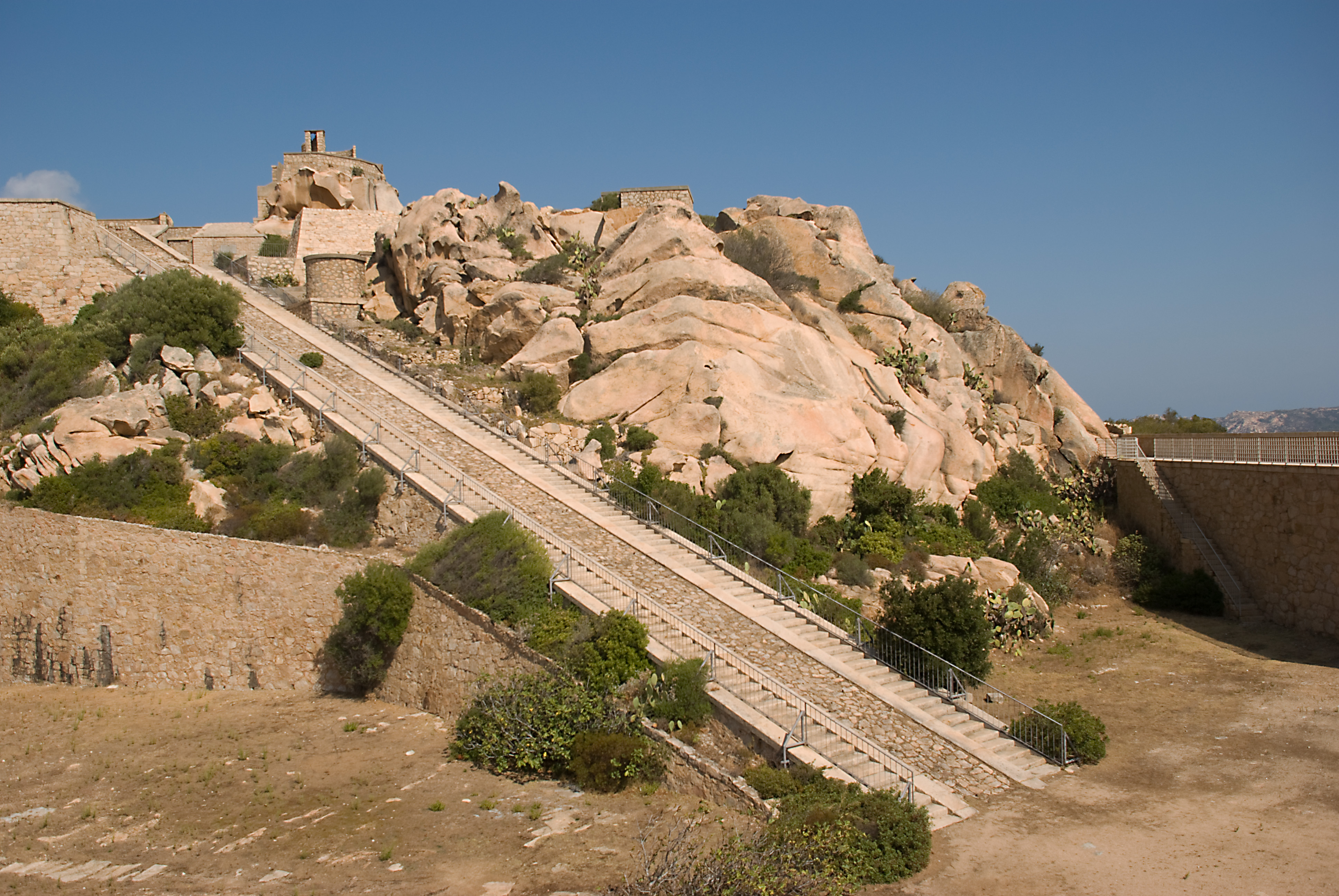
Monte Altura
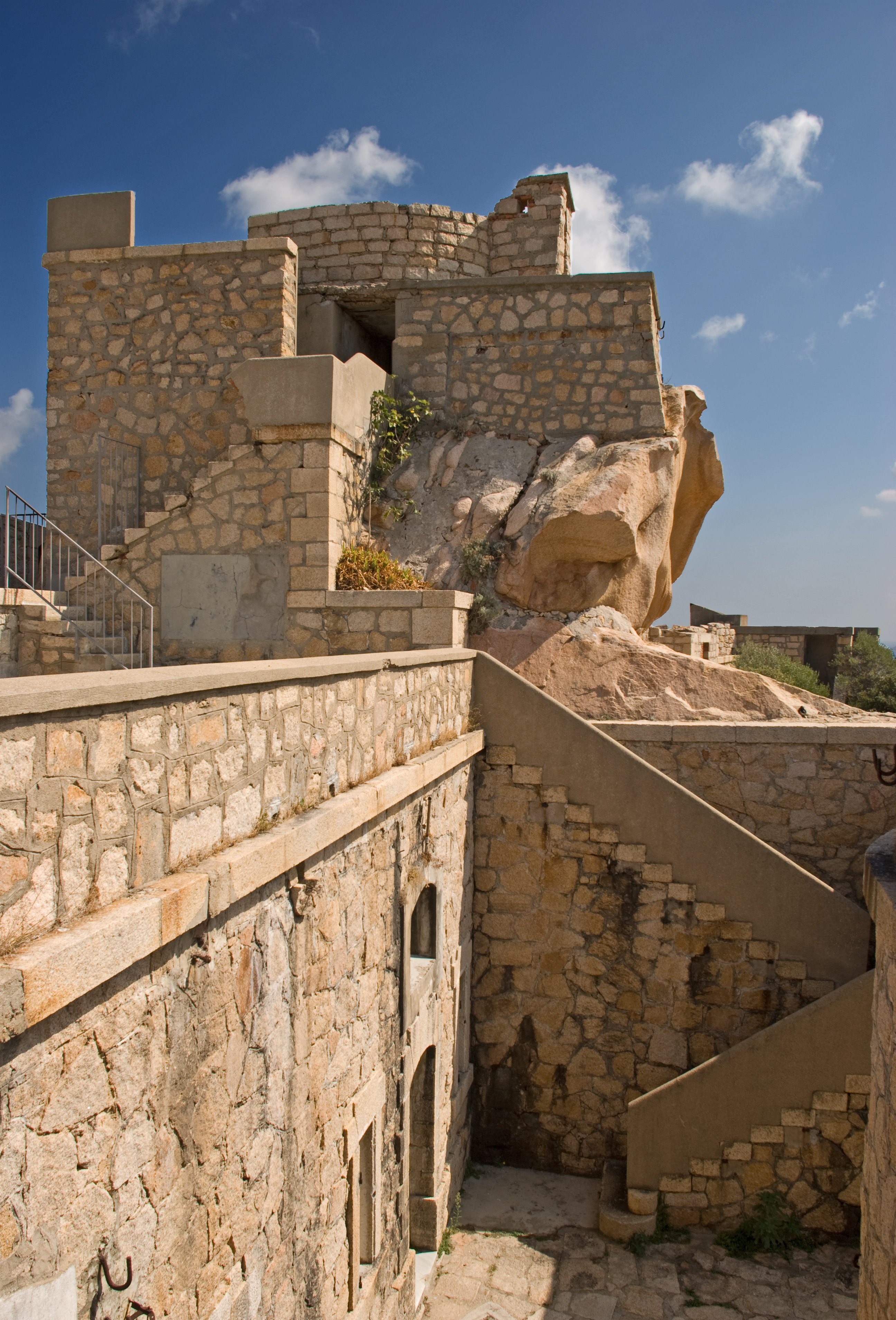
Monte Altura
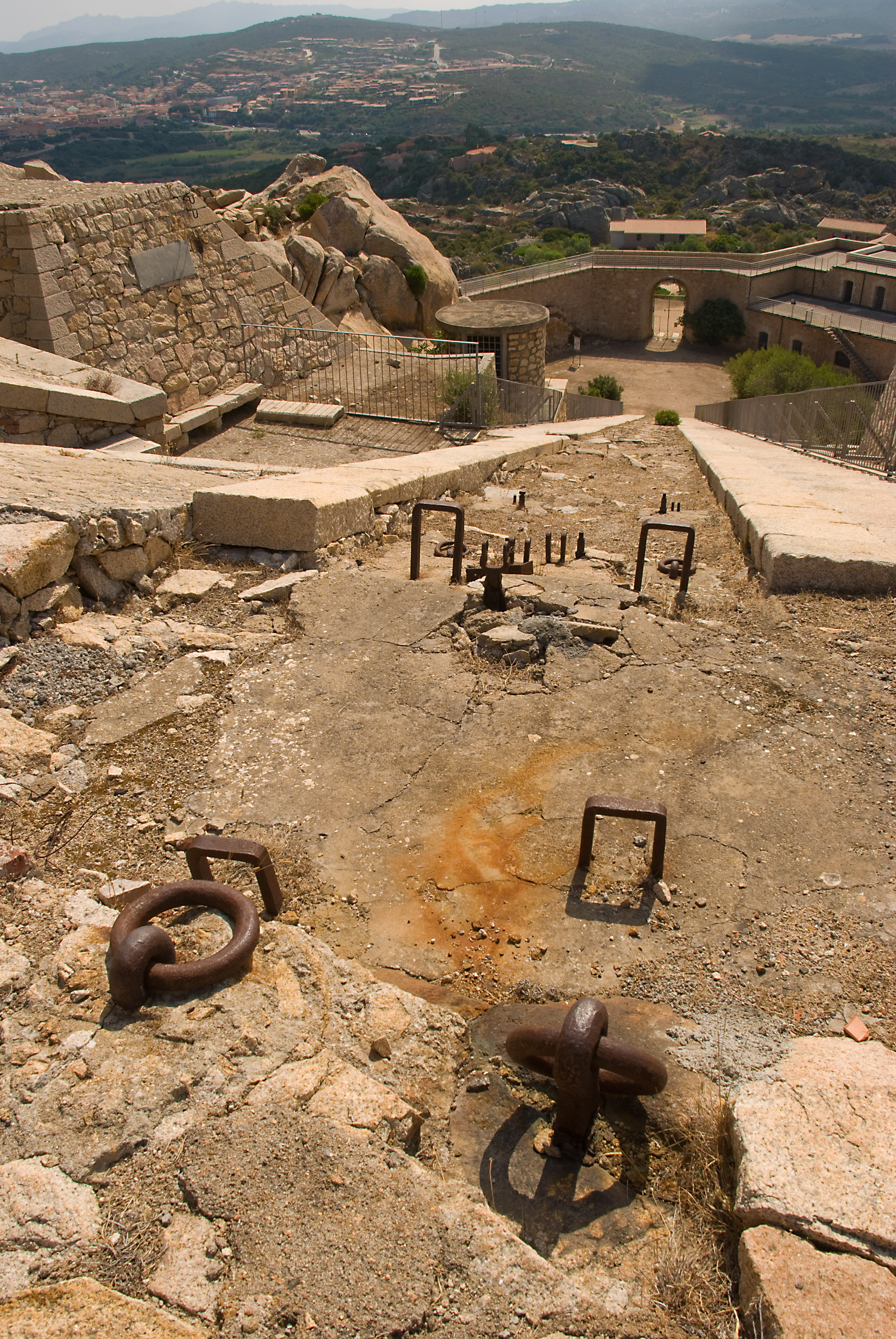
Monte Altura
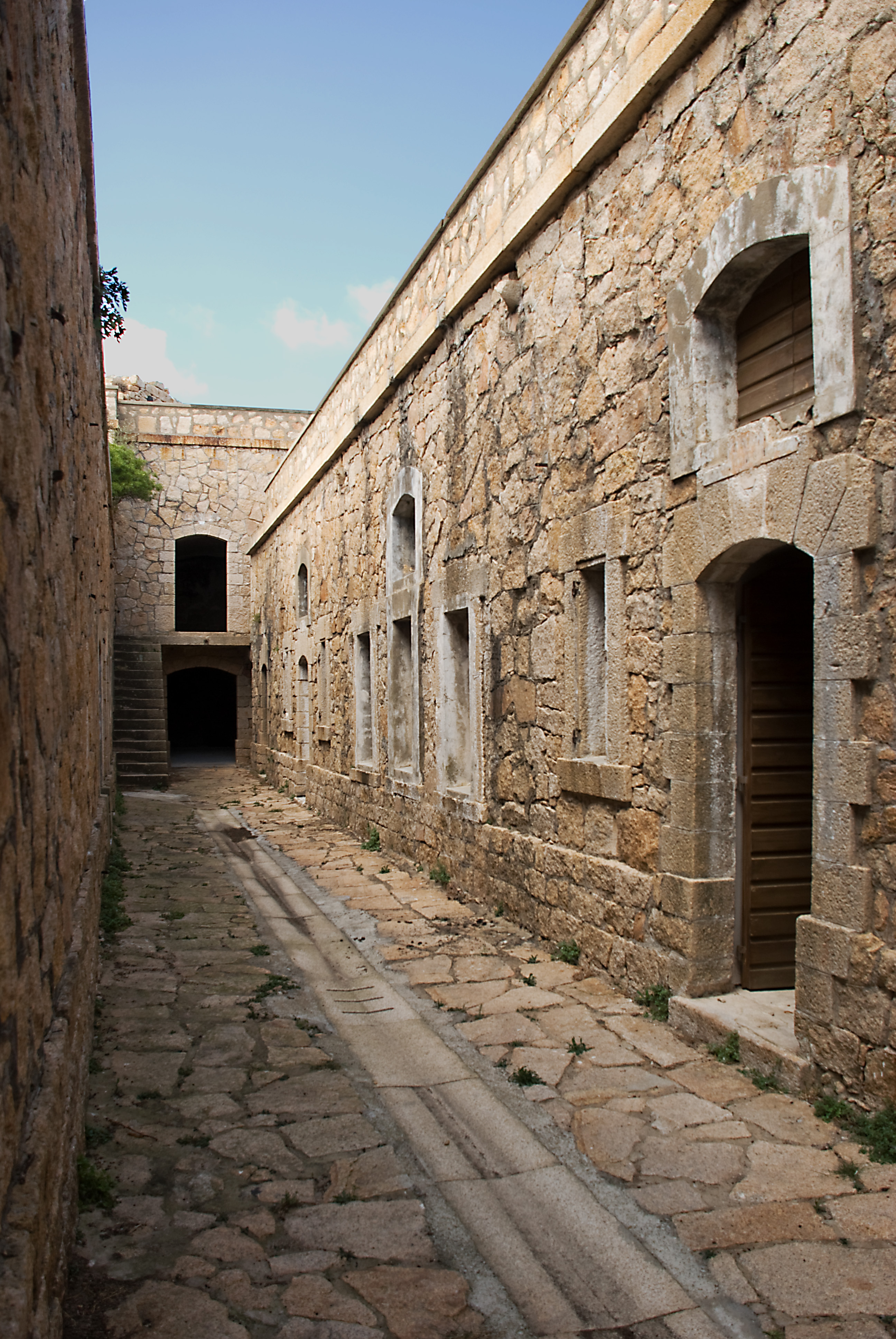
Monte Altura
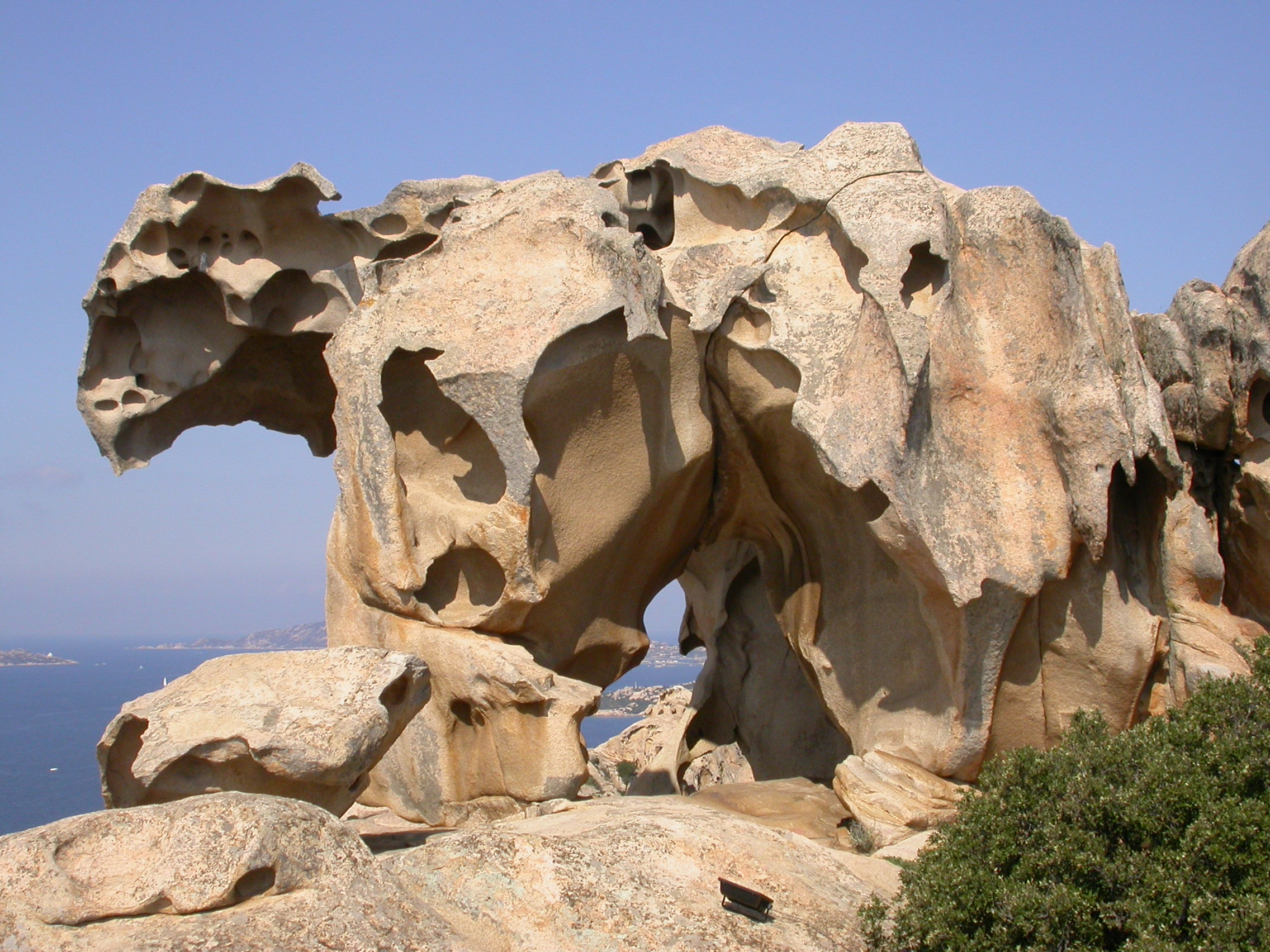
Roccia dell'Orso

## Közlekedés
Palau egy kikötőváros. A településnek két vasútállomása van:
- Stazione di Palau
- Stazione di Palau Marina

Között van egy csúcsfordító.